# Cementerio Israelita de La Paz
El Cementerio Israelita de La Paz es un cementerio judío ubicado en la localidad uruguaya de La Paz, Departamento de Canelones.
Fundado el 28 de noviembre de 1917, constituye el único cementerio judío del Uruguay. Cuenta con secciones dedicadas a judíos de diferentes orígenes: sefardíes, alemanes, húngaros, asquenazíes, etc. Frente al complejo se encuentra la Plaza Maimónides que lleva el nombre de Mordechai Anielewicz, dirigente del levantamiento del gueto de Varsovia en la Segunda Guerra Mundial.
En 2014 se implementó el uso de códigos QR para las tumbas, de manera de permitir el acceso remoto a las imágenes del cementerio y conocer la ubicación exacta de cada tumba a través de sitios web. Es el primer cementerio del mundo en introducir esta innovación.